# لاکهید مارتین ایکس-۴۴ مانتا
 لاکهید مارتین ایکس-۴۴ مانتا هواپیمای ساخت شرکت لاکهید مارتین آمریکا است. ایکس-۴۴ نمونه بدون دم و توسعه یافته اف-۲۲ رپتور بود که برای به کارگیری در نیروی هوایی ایالات متحده آمریکا و ناسا ساخته شد.